# 塞贾诺
塞贾诺（義大利語：Seggiano），是意大利格罗塞托省的一个市镇。总面积49.53平方公里，人口992人，人口密度20.0人/平方公里（2009年）。ISTAT代码为053025。